# Biličić
Biličić je naseljeno mjesto u općini Glamoč, Federacija Bosne i Hercegovine, BiH.

## Stanovništvo

### 1991.
Nacionalni sastav stanovništva 1991. godine, bio je sljedeći:
ukupno: 179
- Muslimani - 127 (70,94%)
- Srbi - 48 (26,81%)
- Hrvati - 3 (1,67%)
- ostali, neopredijeljeni i nepoznato - 1 (0,55%)

### 2013.
Nacionalni sastav stanovništva 2013. godine, bio je sljedeći:
ukupno: 84
- Bošnjaci - 81 (96,43%)
- Srbi - 1 (1,19%)
- Hrvati - 1 (1,19%)
- ostali, neopredijeljeni i nepoznato - 1 (1,19%)

## Vanjske poveznice
- Satelitska snimka  Arhivirana inačica izvorne stranice od 14. veljače 2021. (Wayback Machine)